# Teletela
A teletela (em inglês, telescreen) é um tipo de tecnologia de telecomunicação bidirecional descrita no livro 1984, de George Orwell. Segundo o autor, as teletelas funcionariam ao mesmo tempo como um televisor e uma câmera de vigilância, na medida em que poderiam simultaneamente transmitir a programação oficial do governo e filmar o que acontece em frente ao aparelho.
Na trama, todas as residências são equipadas com uma teletela, que não pode ser desligada, apenas ter seu volume diminuído. No livro, as teletelas são usadas pelo governo do Grande Irmão (Big Brother, no original) para vigiar todos os cidadãos. 